# Chapo Trap House
Chapo Trap House je ameriški politično-humoristični podcast ki ga gostijo Will Menaker, Matt Christman, Felix Biederman, Amber A'Lee Frost, Virgil Texas in Brendan James. Podcast je postal znan po svojih ikonoklastični levičarskih komentarjih v obdobju ameriških predsedniških volitev leta 2016.